# Godfroy Langlois
Godfroy Langlois (26 décembre 1866 - 6 avril 1928) est un homme politique, un journaliste et un avocat québécois. Député provincial de Montréal-Saint-Louis, il est un ardent défenseur du Parti libéral du Québec.
Natif de Sainte-Scholastique, il fait ses études classiques au séminaire de Sainte-Thérèse, au collège de Saint-Laurent et à l'Université Laval à Montréal, où il étudie le droit.
Très tôt, il entre dans le barreau du Québec en 1886, mais s'oriente ensuite vers le journalisme. En 1890, il commence à publier L'Écho des Deux-Montagnes. Anticlérical, le journal est en difficultés et doit changer de nom en 1892 pour s'appeler La Liberté.
Langlois cesse de publier son journal et se joint à la rédaction de La Patrie, où il est rédacteur en chef de 1897 à 1903. Il travaille par la suite pour le quotidien Le Canada, organe officiel du Parti libéral. Ses positions fortement anticléricales irritent Mgr Bruchési et créent des tensions avec le premier ministre Wilfrid Laurier. Il est invité à démissionner à la Noël 1909. Le 15 janvier 1910, il fonde Le Pays.
Après avoir présidé le Club national de Montréal, il est élu député libéral dans Montréal-Saint-Louis en 1904, 1908 et 1912 sous Simon-Napoléon Parent et Lomer Gouin. Il a travaillé à la légalisation des syndicats et instauré diverses mesures libérales.
En 1914, il devient le premier représentant officiel du gouvernement québécois à Bruxelles, capitale de la Belgique. Il garde ce poste jusqu'au 6 avril 1928, date de son décès à l'âge de 61 ans.
Dans Mon encrier, Jules Fournier affirme que Langlois entretenait des liens solides avec la franc-maçonnerie.  Son biographe, Patrice Dutil, établit clairement l'appartenance maçonnique de Godfroy Langlois.

## Ouvrages publiés
- La République de 1848, 1897
- Sus au Sénat, 1898
- L'Uniformité des livres, 1908

## Ouvrages et articles cités
- Patrice Dutil, L'Avocat du Diable: Godfroy Langlois et le libéralisme progressiste dans le Québec de Wilfrid Laurier, Montréal, Éditions Robert Davies, 1996.
- P. A. Dutil, « The Politics of Muzzling "Lucifer's Representative": Godfroy Langlois's Test of Wilfrid Laurier's Liberalism, 1892-1910 », Journal of Canadian Studies/Revue d'Études Canadiennes, Peterborough, Ont., nos 28-2,‎ été 1993, p. 113-139.